# Ånghästen
Ånghästen var en lokomobil, som inköptes av Uddeholmsbolaget 1861 från Tuxford & Sons i Storbritannien. Den hade en effekt på tio hästkrafter och ett ångtryck på 5,6 kg/cm2.

## Ånghästen som landsvägslok
Uddeholmsbolaget gjorde ett experiment sommaren 1862 med landsvägstransport för malm från Nordmarks gruvor. Man försökte använda en vanlig landsväg för lokomotortransport genom att anlägga "ånghästväg" mellan Sandsjöbryggan, där Tabergs kanal slutar, och Motjärnshyttan, dit malmen skulle transporteras. Det visade sig dock att vägen var för svag för ändamålet, och - sedan maskinen stjälpt i ett dike och fått svåra skador - gjordes inga fler försök.

## Ånghästen som kraftkälla till kranlyft
Uddeholmsbolaget träkolsbehov tredubblades under 1880-talet som en följd av anläggandet av Hagfors järnverk. Detta innebar att man måste kola skogen på större avstånd än tidigare. Kolning skedde på hösten inom en radie av en mil från kolstationer som anlades vid Klarälven, dit man körde kolet med häst under vintern för vidare transport med båt till Edebäcks hamn under sommaren. Denna väl fungerande transportkedja fungerade från 1880-talet fram till 1920. Behovet av träkol minskade från 1910 för att upphöra helt omkring 1920, främst på grund av elektrifieringen av hyttan i Hagfors.
Ånghästen kom till användning i denna transportkkedja som fast kraftkälla för en kran i Edebäck, där lådor med träkol lastades om från båt till järnväg. Denna väl fungerande logistik var i gång mellan 1880-talet fram till 1920. Behovet av träkol minskade från 1910 för att upphöra helt omkring 1920, främst på grund av elektrifieringen av Hagfors järnverk.
På 1920-talet blev Ånghästen ett museiföremål i Stjärnsfors och Motjärnshyttan. Den är sedan 1988 utställd i Hagfors järnvägsmuseum, deponerad av Värmlands museum.